# To the Coming Age of Intolerance
To the Coming Age of Intolerance — сплит-альбом Judas Iscariot и Krieg, выпущенный в 2001 году лейблом Painiac Records.

## Об альбоме
Сплит включает в себя две композиции, исполненных группами Judas Iscariot (Winterheart) и Krieg (Destruction Ritual) и выдержанных в стилистике блэк-метала. Композиция Winterheart представляет собой одноимённую кавер-версию композиции финской группы Crimson Evenfall ныне известной под названием Musta Surma.
Сплит издан в формате семидюймовой грампластинки тиражом в 666 пронумерованных вручную экземпляров.

## Список композиций
1. Winterheart — 05:12
2. Destruction Ritual — 04:38